# Jamar Johnson
Jamar Johnson (Sarasota, 22 novembre 1999) è un giocatore di football americano statunitense che milita nel ruolo di safety per i Denver Broncos della National Football League (NFL).

## Carriera

### Denver Broncos
Johnson al college giocò a football all'Università dell'Indiana. Fu scelto nel corso del quinto giro (164º assoluto) nel Draft NFL 2021 dai Denver Broncos. Nella sua stagione da rookie disputò 3 partite, nessuna delle quali come titolare, non facendo registrare alcuna statistica.